# Söğüt, Çardak
Söğütköy là một xã thuộc huyện Çardak, tỉnh Denizli, Thổ Nhĩ Kỳ. Dân số thời điểm năm 2010 là 1.138 người.